# Шипшиновий суп

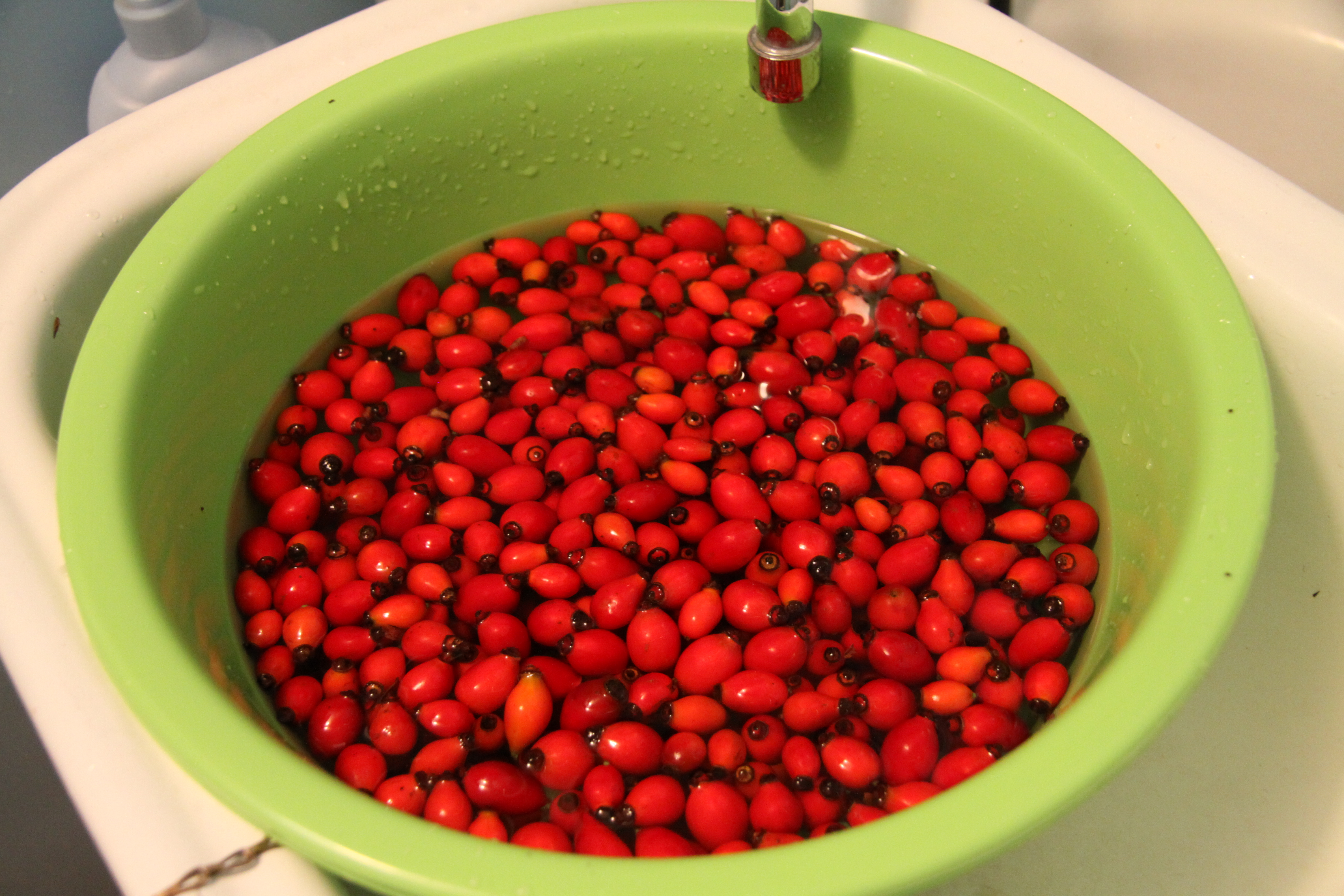
Шипшина

Шипшиновий суп (швед. nyponsoppa) — шведський суп, який готовиться на шипшині. Подається як напій чи як десерт з молоком, вершками або ванільним морозивом з сухим мигдалевим печивом.
Для деяких шведів — це повноцінний сніданок. Такий вид супу в основному є менш фруктовий та більш водянистий. Деколи їдять разом з шведськими хлібцями.

## Рецепт та приготування
Шипшина є фруктом звичайної кущової дикої рози (Rosa canina), яка досить поширена на території Швеції. Плід утворюється після опадання пелюстків куща. Згодом їх збирають після перших морозів, коли вони стають стиглі та червоні. Потім сушать в домашніх умовах.
Шипшиновий суп зазвичай готується з осушеної шипшини, звичайної води, картопляного борошна (як загусник) та цукру. Шипшина вариться допоки не стане м'якою, а потім перемелюється в міксері. Суміш згодом проходить через сито та загущується картопляним борошном. Суп є корисним для здоров'я, адже в шипшині є багато вітаміну C.